# Dieudonné Raick
Dieudonné Raick (gedoopt, Luik, 1 maart 1703 – Antwerpen, 30 november 1764) was een componist en organist uit de Zuidelijke Nederlanden.
Zoals destijds gebruikelijk was begon hij als koorknaap, geboren in Luik, maar dan al in Antwerpen. Vanuit het zingen in de kathedraal van Antwerpen, werd hij daar tevens organist, opvolger van Jacques la Fosse. In diezelfde omgeving had hij lessen op het klavecimbel. In 1726 werd hij tot priester gewijd en begon na ruzie te Antwerpen te werken in de Sint- Pieterskerk te Leuven. Hij ging daar ook rechten (Burgerlijk recht en canoniek recht) studeren aan de Universiteit van Leuven en behaalde daarin de doctorstitel. In 1741 was hij in Zinnik te vinden; hij was er zonder vaste aanstelling organist van de Sint-Vincentiuskerk. Niet veel later werd hij organist van de Sint-Baafskathedraal te Gent, maar eindigde zijn loopbaan als organist via een aanstelling in 1757 als organist van de kathedraal van Antwerpen.
Hoewel dus organist, schreef hij geen werken voor dat instrument. Van zijn hand kwamen suites, sonates etc. voor klavecimbel. Een deel daarvan werd in het midden van 20e eeuw nog afgedrukt in de Monumenta Musicae Belgicae van S. Clercx en Jos Watelet.